# Sherlock Holmes contre Jack l'Éventreur (film)
Pour les articles homonymes, voir Sherlock Holmes contre Jack l'Éventreur.
Pour plus de détails, voir Fiche technique et Distribution.
Sherlock Holmes contre Jack l'Éventreur ou Sherlock Holmes contre Jack the Ripper en Belgique (A Study in Terror) est un thriller britannique réalisé par James Hill, sorti en 1965.

## Synopsis
Londres, 1888. Sherlock Holmes décide d'enquêter sur plusieurs meurtres de prostituées commis dans le quartier londonien de Whitechapel par un criminel qui se fait surnommer « Jack l'Éventreur ». Son enquête l'entraîne sur plusieurs pistes, des bas-fonds aux quartiers les plus riches.

## Fiche technique
Sauf indication contraire, les informations mentionnées dans cette section peuvent être confirmées par la base de données cinématographiques IMDb,  présente dans la section « Liens externes ».
- Titre original : A Study in Terror
- Titre français : Sherlock Holmes contre Jack l'Éventreur
- Titre belge : Sherlock Holmes contre Jack the Ripper
- Réalisation : James Hill
- Scénario : Derek Ford (en) et Donald Ford, d’après les personnages créés par Sir Arthur Conan Doyle
- Direction artistique : Alex Vetchinsky
- Costumes : Sophie Devine
- Maquillage : Tom Smith
- Photographie : Desmond Dickinson
- Son : John Cox
- Montage : Henry Richardson
- Musique : John Scott
- Production : Herman Cohen (en)
- Sociétés de production : Sir Nigel Films ; Compton Films (coproduction)
- Sociétés de distribution : Compton Film Distributors ; Bifo Films (Belgique)
- Pays d'origine :  Royaume-Uni
- Langue originale : anglais
- Format : couleur - 1,85:1
- Genre : thriller et policier
- Durée : 95 minutes
- Date de sortie :
  - Royaume-Uni : octobre 1965
  - France, à Paris : 11 janvier 1967, cinéma Boul'mich (interdit aux moins de 13 ans)

## Distribution
- John Neville (VF : Raymond Gérôme) : Sherlock Holmes
- Donald Houston (VF : Henri Poirier) : Dr Watson
- John Fraser (VF : Philippe Ogouz) : Lord Carfax
- Anthony Quayle (VF : Yves Brainville) : Dr Murray
- Frank Finlay (VF : Teddy Bilis) : Inspecteur Lestrade
- Judi Dench (VF : Arlette Thomas) : Sally Young
- Peter Carsten : Max Steiner
- Adrienne Corri (VF : Sylvie Deniau) : Angela Osborne
- Robert Morley (VF : Jacques Hilling) : Mycroft Holmes
- Charles Régnier (VF : Henry Djanik) : Joseph Beck
- Cecil Parker (VF : Henri Crémieux) : le Premier Ministre
- Barry Jones (VF : Alfred Pasquali) : le duc de Shires
- Dudley Forster (VF : Gabriel Cattand) : le secrétaire d’État à l'Intérieur
- Kay Walsh : Cathy Eddowes
- Georgia Brown (en) : la chanteuse dans le cabaret
- Terry Downes (VF : Pierre Garin) : Chunky
- Patrick Newell : Benson, un policier
- Barbara Windsor : Annie Chapman
- Christiane Maybach : Polly Nichols
- Edina Ronay : Mary Jane Kelly
- Norma Foster : Elizabeth Stride
- Barbara Leake : Mrs Hudson
- Jeremy Lloyd : Rupert (non crédité)
- Corin Redgrave : l'ami de Rupert (non crédité)

## Production

### Développement
Le scénario du film est inspiré d'une histoire écrite par Adrian Conan Doyle (fils d'Arthur Conan Doyle) intitulée « Fog ». Adrian Conan Doyle a par ailleurs été coproducteur du film avec la société Sir Nigel Films qui lui appartenait.

### Tournage
Le film a été tourné aux studios de Shepperton à Londres et quelques scènes à Osterley House (toujours à Londres).

### Musique
La musique composée par John Scott est exécuté par le Hollywood Symphony Orchestra sous sa direction.
Georgia Brown (en) interprète deux chansons dans deux scènes de cabaret du film. L'une d'elles, Ta-ra-ra Boom-de-ay (en), est une chanson de l'époque victorienne, autrefois traduite en français sous le titre Tha-ma-ra-boum-di-hé et interprétée notamment aux Folies Bergère par la chanteuse Polaire en 1892,. L'une des versions de la chanson originale fait directement référence à l'affaire de Jack l'éventreur : Tararaboom di-ay (bis) / this is a happy day / An East-End holiday / The Ripper's gone away !.

## Commentaire

### Autour du film
Georgia Brown (en) qui joue le rôle de la chanteuse de cabaret interprétant Tararabom di-hay est née en 1933 à Whitechapel.

### Allusions au Canon holmésien
L'un des personnages du film a pour nom de famille « Carfax » en référence à la nouvelle La Disparition de Lady Frances Carfax.
Lorsque Mycroft Holmes arrive au 221B Baker Street, il engage avec son frère Sherlock Holmes une conversation extraite de L'Interprète grec au sujet d'une autre affaire dans laquelle un dénommé Adams était coupable.

### Relations avec l'affaire «Jack l'Éventreur»
Le film utilise plusieurs éléments de la véritable affaire « Jack l'Éventreur » de 1888. Ainsi le nom des victimes généralement attribuées au meurtrier est respecté : Polly Nichols, Annie Chapman, Elizabeth Stride, Catherine Eddowes ainsi que Mary Jane Kelly. Dans les premières secondes du film, un autre meurtre est mis en scène avant celui de Polly Nichols, sans que le nom de la victime soit donné. On peut supposer qu'il s'agit de Martha Tabram, au sujet de laquelle un débat existe sur la possibilité qu'elle ait été tuée par le même meurtrier que les autres femmes.
Le film comporte cependant plusieurs déformations de la véritable affaire. Les meurtres sont ici commis à des intervalles de temps très rapprochés (un délai de 3 jours est par exemple évoqué entre le meurtre de Nichols et de Chapman, alors que ce délai a été de 8 jours). Dans la véritable affaire, plus de deux mois se sont écoulés entre le meurtre de Nichols et le dernier de Mary Jane Kelly. Par ailleurs, certains meurtres ne correspondent pas à la réalité des faits. Le couteau du meurtrier est ici retrouvé planté dans la gorge de la première victime (alors que le meurtrier n'a jamais abandonné son couteau), Polly Nichols est ici assassinée après avoir été plongée dans un bac d'eau pour étouffer ses cris (ce qui n'était pas le cas), et il est précisé lorsque Holmes se rend à la morgue que la tête de Stride est presque entièrement détachée du corps, alors que l'entaille faite au cou de cette victime a justement été peu profonde dans la véritable affaire, au point que certains « ripperologues » pensent que le meurtrier a été « dérangé » et a dû fuir avant d'avoir « terminé » ce qu'il comptait faire.
Enfin, au cours de l'intrigue, l'inspecteur Lestrade confie à Holmes la lettre « Dear Boss » dont l'auteur affirme être Jack l'Éventreur. Les ripperologues considèrent généralement de nos jours que cette lettre était un canular. Cependant, dans le film, Holmes est immédiatement persuadé qu'il s'agit d'une véritable lettre du meurtrier et insiste pour qu'elle soit publiée dans la presse quotidienne pour qu'éventuellement, certaines personnes reconnaissent l'écriture du meurtrier. L'écriture manuscrite de la lettre lui est utile pour déterminer l'identité du meurtrier.

## Novélisation
En 1967, le film a été adapté en roman par Paul W. Fairman signé du nom-maison Ellery Queen.

## Sortie DVD et Blu-ray
Le film est sorti en édition DVD le 22 septembre 2010. L'édition propose un master haute définition. L'image est au format de tournage (1.77 panoramique 16/9 compatible 4/3). L'audio est en anglais et français dolby digital 2.0 mono d'origine. Les sous-titres français sont disponibles. En bonus un documentaire en VOST sur les différentes adaptations de Sherlock Holmes au cinéma (45 min).  